# Vũ khí phosphor trắng

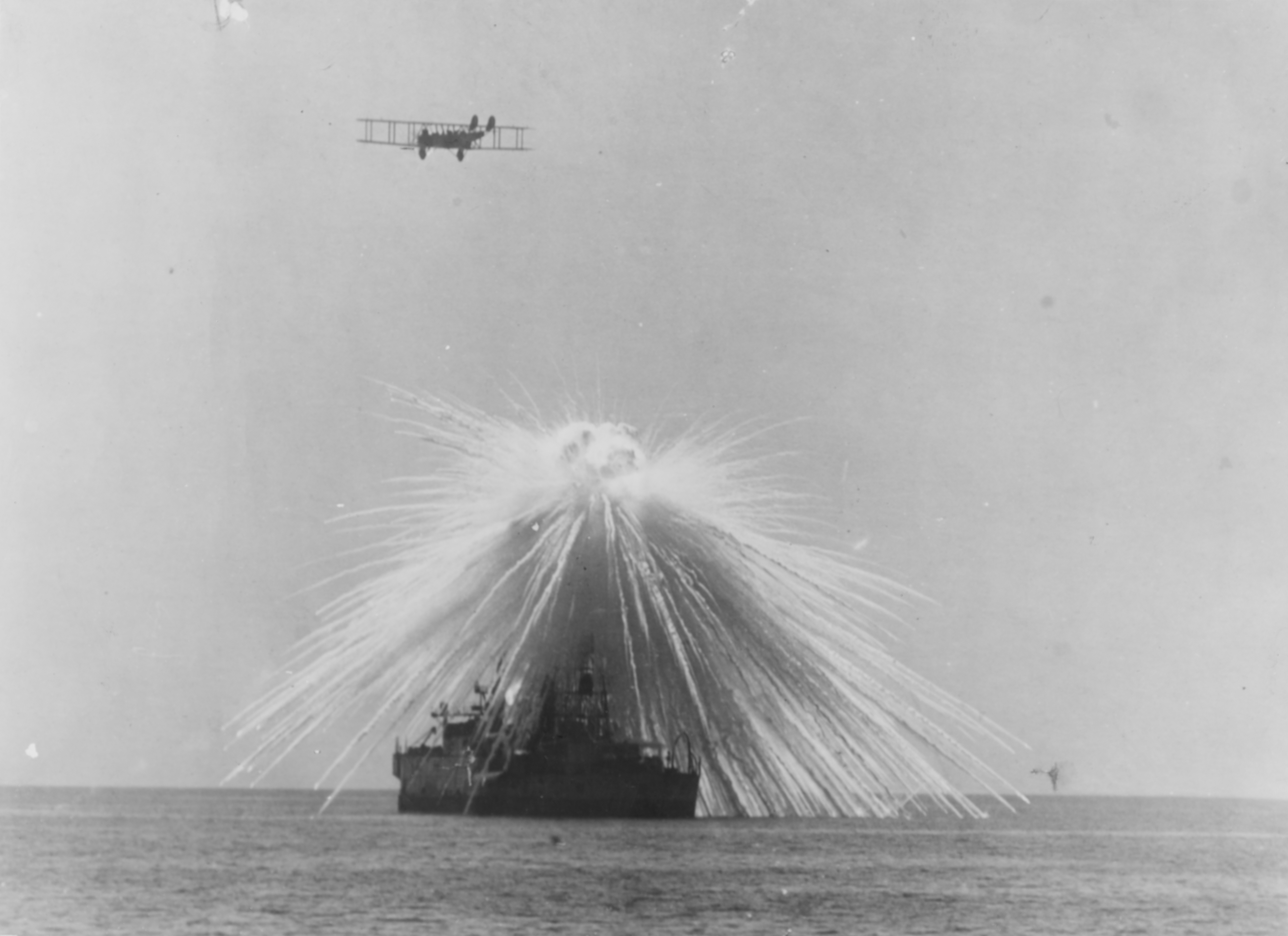
Tàu Mỹ bị đánh bởi bom phosphor trắng trong cuộc thử nghiệm ném bom vào tháng 9 năm 1921

Phosphor trắng (WP) là chất hóa học có khả năng gây cháy được sử dụng rộng rãi trong lĩnh vực quân sự, chủ yếu nó được nhồi vào các loại bom cháy, bom khói với mục đích tạo ra các màn khói hoặc gây ra sự sát thương, tiêu diệt sinh lực của đối phương. Phosphor trắng cũng được coi là loại vũ khí hóa học. Phosphor trắng rất dễ cháy, khi ra ngoài không khí ở nhiệt độ bình thường nó cũng tự động bốc cháy (do có oxy). Lửa của phosphor trắng rất nguy hiểm với con người, khi bị dính WP nó sẽ gây ra bỏng nặng do nó có khả năng ngấm sâu vào cơ thể người đến tận xương, vào các mô ở bên trong cơ thể và phá hủy chúng. Do đó WP cũng là một loại chất độc hóa học và con người phải hết sức thận trọng với nó. Với những loại vũ khí như bom, đạn có chứa WP ngay cả những lực lượng có kiến thức chuyên môn khi xử lý chúng cũng có khả năng bị tai nạn.

## Tính chất hóa lý

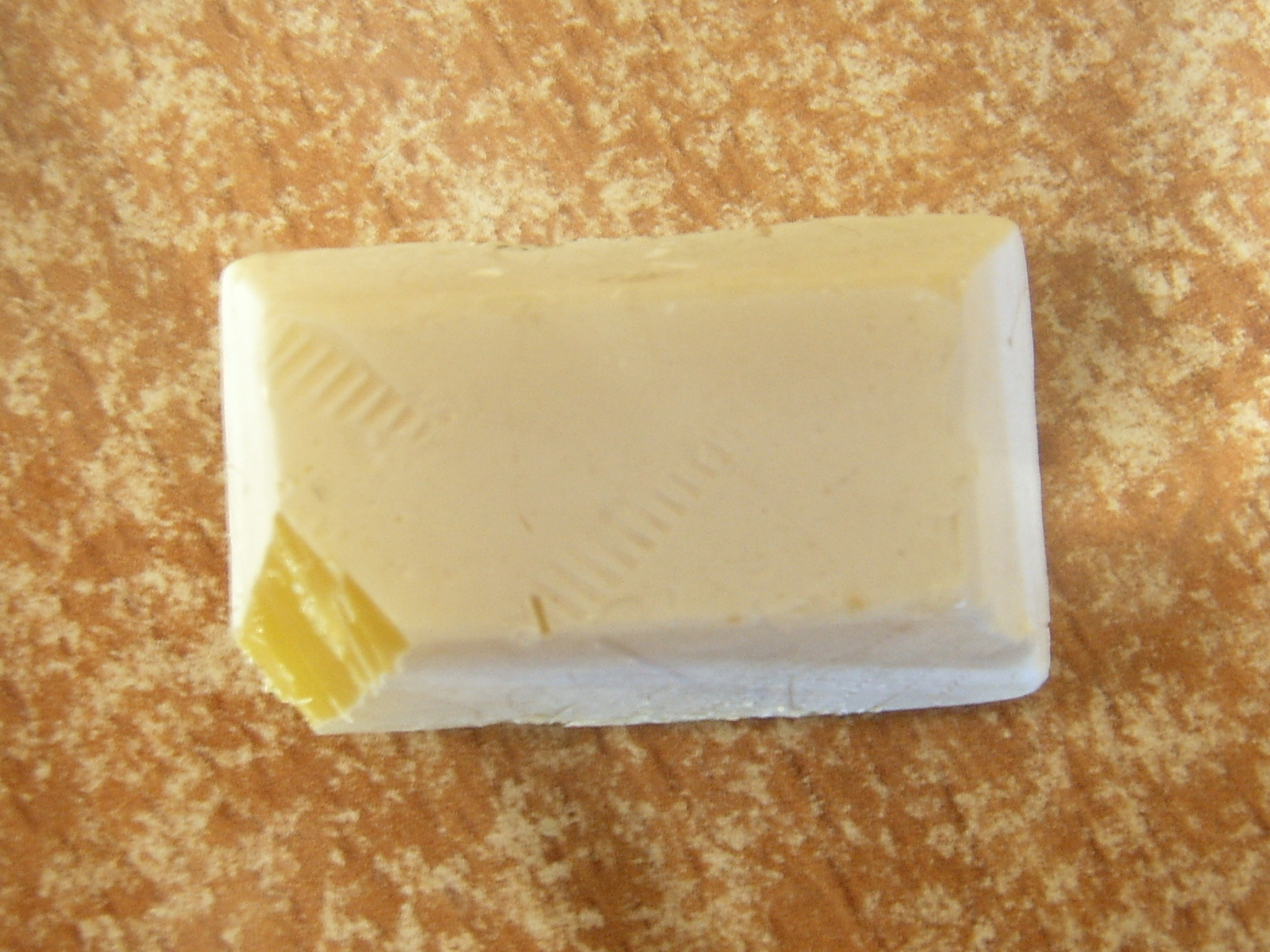
White phosphorus sample

Phosphor trắng tồn tại dưới dạng các phân tử gồm bốn nguyên tử trong một cấu trúc tứ diện. Sự sắp xếp tứ diện dẫn đến sự căng vòng và mất ổn định của phân tử. Phân tử này được mô tả như là gồm sáu liên kết P-P đơn. Có hai dạng tinh thể khác nhau được biết đến. Dạng α được định nghĩa là trạng thái chuẩn của nguyên tố, nhưng thực sự là giả ổn định trong các điều kiện chuẩn. Dạng này có cấu trúc tinh thể lập phương tâm khối, và biến đổi ngược lại thành dạng β ở nhiệt độ 195,2 K. Dạng β được cho là có cấu trúc tinh thể lục phương.
Phosphor trắng là chất rắn dạng sáp trong mờ, nhanh chóng trở thành màu vàng khi tiếp xúc với ánh sáng. Vì lý do này, nó còn được gọi là phosphor vàng. Nó phát sáng màu xanh lá cây trong bóng tối (khi tiếp xúc với oxy), rất dễ cháy và tự bốc cháy khi tiếp xúc với không khí. Đây là một chất độc hại, gây tổn thương gan nghiêm trọng khi nuốt phải và gây chết hoại xương hàm khi ăn hoặc hít phải. Mùi cháy của dạng này có mùi tỏi đặc trưng, và các mẫu thường được phủ kín "diphosphorus pentoxide" trắng, bao gồm tứ diện P4O10 với oxy được chèn vào giữa các nguyên tử phosphor và tại các đỉnh của chúng. Phosphor trắng chỉ hơi tan trong nước và có thể chứa dưới nước. Tuy phosphor trắng rất nguy hiểm, nhưng nó không tự bốc cháy khi bị ngâm trong nước. Nó hòa tan trong benzen, dầu mỏ, carbon disulfua, và disulfur diclorua.

## Các hiệu ứng với người
Khi con người chạm, sờ vào chúng sẽ dễ bị bỏng (nặng) rất khó chữa, thậm chí ảnh hưởng rất lớn đến sức khoẻ. Khi bị bỏng, phosphor trắng ngấm sâu vào tận xương gây đau rát.